# Chaetopteryx irenae
Chaetopteryx irenae là một loài Trichoptera trong họ Limnephilidae. Chúng phân bố ở miền Cổ bắc.